# 塞米昂·莫吉列維奇
塞米昂·尤德科維奇·莫吉列維奇（烏克蘭語：Семьон Ю́дкович Могиле́вич，羅馬化：Semion Yudkovych Mohylevych，1946年6月30日—），生於蘇聯烏克蘭蘇維埃社會主義共和國，持有俄羅斯、烏克蘭、匈牙利等多國國籍，是美國聯邦調查局十大通緝要犯之一。莫吉列維奇是俄羅斯黑手黨的首腦，被歐美各國執法部門稱為「老大中的老大」。他的犯罪帝國業務廣泛，從走私軍火到販賣私娼等都是他的勢力範圍。1998年，聯邦調查局破獲他的一項詐騙計劃，該計劃造成1.5億美元的投資損失，並使莫吉列維奇被列入十大通緝要犯之一。但由於美國政府與俄羅斯政府間沒有引渡協定，因此聯邦調查局至今仍無法將他逮捕。據信他目前控有俄羅斯烏克蘭能源公司，該公司涉及近年俄羅斯與烏克蘭間的天然氣糾紛。

## 經歷
莫吉列維奇出生於烏克蘭蘇維埃社會主義共和國一個中產階級家庭，22歲時考上烏克蘭的利沃夫大學，並取得經濟學學位。他在1970年代初加入一個稱為「Lyuberetskaya」的莫斯科犯罪集團，且兩度參與他們的非法金融交易。
1980年代，大量住在俄羅斯與烏克蘭的猶太人移居以色列，莫吉列維奇便抓緊這個機會提供為這些猶太人提供代售財產的服務，項目包括他們的房地產、藝術品與鑽石等，還和他們保證這筆錢最後都會匯到以色列。但這筆錢最後都被莫吉列維奇用來投資黑市與犯罪活動。
到了1990年時，莫吉列維奇憑藉他那驚人的經濟頭腦成為一名百萬富翁。他將觸角伸向以色列，在那裡提供國際法律諮詢的服務。實際上他是透過一個離岸公司經營一個複雜的犯罪網絡，內容包括軍火走私、毒品買賣與非法性交易等。
1991年，莫吉列維奇和他的匈牙利籍女友卡塔琳·帕普（Katalin Papp）在匈牙利結婚，並順利取得匈牙利護照。此時莫吉列維奇已擁有蘇聯、烏克蘭、匈牙利與以色列等多國國籍。婚後，莫吉列維奇一家在匈牙利首都布達佩斯定居，並對當地企業進行投資，其中包括一家專門生產高射砲的兵工廠。1994年，莫吉列維奇在與銀行董事長弗拉基米爾·維諾格拉多夫（Vladimir Vinogradov）的秘密協商後順利取得英科姆銀行（Inkombank）的經營權，它是俄羅斯最大的民營銀行之一。藉此，莫吉列維奇成功踏進國際金融體系之中。然而，該銀行在1998年時宣布倒閉，原因很是非法的洗錢操作。
1995年5月，正當莫吉列維奇與松采沃兄弟會團長謝爾蓋·米哈伊洛夫（Sergei Mikhailov）在捷克首都布拉格為一名松采沃的高階幹部慶生時，捷克警方突然破門臨檢這場派對。200名派對來賓與在場的數十名妓女都遭到拘留，其中30人被驅逐出境。警方接獲線報告知松采沃將在派對上秘密支付一筆500萬美元款項給莫吉列維奇，而這筆錢的來源可能是犯罪所得。儘管莫吉列維奇並未承認，但據信俄羅斯黑手黨在捷克警界埋伏的一名高階幹部已事先對他發出警告。無論如何，捷克政府還是將他列為「不受歡迎的人物」，並禁止他10年內再踏進捷克。英國政府也採取相同做法，並稱莫吉列維奇是「世界上最危險的男人」。
此後莫吉列維奇與米哈伊洛夫都不再踏進西歐國家的勢力範圍，但莫吉列維奇依然保有他的以色列護照。1997年至1998年間，由俄羅斯黑手黨在幕後操控的一家名為「YBM國際」的公司在多倫多證券交易所上市，該公司宣稱他們在匈牙利設有磁鐵工廠，藉以吸引投資人進行投資。但在1998年，該公司被加拿大媒體踢爆是一家空頭公司。同年5月13日，聯邦調查局前往搜索YBM國際設於賓夕法尼亞州的總部，並在那裡找到大量的「訂購單、稅票、裝貨單甚至技術圖紙」，唯獨就是沒有找到任何一塊磁鐵，從此戳破這個騙局。該公司的身價頓時崩跌。聯邦調查局以詐欺罪名將莫吉列維奇起訴，但至今仍未將他逮捕。除了這項騙局以外，調查人員還查出莫吉列維奇控有的英科姆銀行與梅納捷普銀行（Bank Menatep）曾透過紐約銀行執行一項規模達數百億美元的洗錢計劃。
莫吉列維奇還主持過其它的詐騙計劃，包括將不需課稅的取暖用油當成需課稅的汽車燃料出售等。據估計有三分之一的燃料與此計劃有關，造成中歐國家極大的稅收損失。聯邦調查局在2004年時對他發出通緝令，罪名是主持YBM國際公司的騙局、軍火走私與非法性交易等。由於俄羅斯與美國之間沒有引渡協議，因此聯邦調查局只能看著他安坐在莫斯科主持他的犯罪帝國而無法將他逮捕。2006年時一名前蘇俄國家情報組織克格勃的組織犯罪防治官員表示莫吉列維奇是他所見過「最有勢力的黑道份子，我確定他一定也涉及不少謀殺案」。
2008年1月24日，莫吉列維奇因涉嫌逃稅在莫斯科被捕，但在隔年7月24日就獲釋。俄羅斯政府對此表示逃稅並不是「特別嚴重的罪行」。2009年10月22日，聯邦調查局將莫吉列維奇列為十大通緝要犯之一。

## 外部連結
- 聯邦調查局十大通緝要犯中莫吉列維奇的檔案（英文）